# サンケイ総合印刷 (大阪)
サンケイ総合印刷株式会社（サンケイそうごういんさつ）は、大阪府大阪市に本社を置き、産経新聞グループ各新聞の印刷、商業印刷、製本、デザイン、企画立案などを主な事業内容とする日本の企業。

## 沿革
出典: 
- 1961年3月 - 産業経済新聞社全額出資により「サンケイ印刷株式会社」を設立。
- 1979年1月 - 社名を「サンケイ総合印刷株式会社・大阪福島工場」と改める。
- 1986年
  - 6月 - 社名を「株式会社サンケイ総合印刷」（前株）と改める。
  - 12月 - 社名を「サンケイ総合印刷株式会社」（後株）に改める。
- 2008年10月 - 現在地に本社を移転。
- 2021年3月 - 登記上、同名別法人である東京のサンケイ総合印刷株式会社（2021年12月特別清算）から分離された従業員と事業を吸収する[2][3]。

## 事業所
出典: 
- 本社 - 大阪府大阪市此花区西九条2丁目14番6号
- 東京本部[4] - 東京都文京区関口1丁目13番19号 玉露園ビル4F
- 大手町オフィス - 東京都千代田区大手町1丁目7番2号 東京サンケイビル11F